# Amphimallon semenovi
Amphimallon semenovi är en skalbaggsart som beskrevs av Medvedev 1951. Amphimallon semenovi ingår i släktet Amphimallon och familjen Melolonthidae. Inga underarter finns listade i Catalogue of Life.